# HD 73634
HD 73634 (nota anche come e Velorum) è una stella gigante brillante bianca di magnitudine 4,14 situata nella costellazione delle Vele. Dista 1806 anni luce dal sistema solare.

## Osservazione
Si tratta di una stella situata nell'emisfero celeste australe. La sua posizione moderatamente australe fa sì che questa stella sia osservabile specialmente dall'emisfero sud, in cui si mostra alta nel cielo nella fascia temperata; dall'emisfero boreale la sua osservazione risulta invece più penalizzata, specialmente al di fuori della sua fascia tropicale. Essendo di magnitudine 4,1, la si può osservare anche dai piccoli centri urbani senza difficoltà, sebbene un cielo non eccessivamente inquinato sia maggiormente indicato per la sua individuazione.
Il periodo migliore per la sua osservazione nel cielo serale ricade nei mesi compresi fra dicembre e maggio; nell'emisfero sud è visibile anche all'inizio dell'inverno, grazie alla declinazione australe della stella, mentre nell'emisfero nord può essere osservata limitatamente durante i mesi della tarda estate boreale.

## Caratteristiche fisiche
La stella è una gigante brillante bianca di classe A6II, ha cioè caratteristiche intermedie tra le  supergiganti e le giganti. Ha una massa 7.8 volte quella del Sole ed un'età stimata in circa 40 milioni di anni.
La sua magnitudine assoluta di -4,08 e la sua velocità radiale positiva indica che la stella si sta allontanando dal sistema solare.